# Rossocha
Die Rossocha (russisch Россоха; auch Rassocha, russisch Рассоха) ist ein linker Nebenfluss der Alaseja in der Republik Sacha (Jakutien) in Russland, im Nordosten Sibiriens jenseits des Polarkreises.
Die Rossocha entsteht im Nordwestteil des Kolyma-Tieflands aus den Quellflüssen Arga-Jurjach von links und Ilin-Jurjach von rechts. Der 312 km lange Arga-Jurjach entsteht wiederum aus den kurzen Quellflüssen Seja (21 km) und Taba-Bastaach (20 km), die in 300–400 m Höhe im Zentralteil des Ulachan-Sis-Rückens entspringen. Der 178 km lange Ilin-Jurjach entsteht aus den am Westrand des Kolyma-Tieflandes entspringenden Quellflüssen Chotol (159 km) und Tschaskina-Sjane (102 km). Die Länge der eigentlichen Rossocha beträgt 453 km; mit den längsten Quellflüssen Ilin-Jurjach und Chotol sind es 790 km. Sie fließt stark mäandrierend in zunächst nordöstlicher, später überwiegend östlicher Richtung durch das Kolyma-Tiefland bis zu ihrer Mündung in die Alaseja, gut 40 km nordöstlich des am rechten Alasejaufer gelegenen Dorfes Andrjuschkino. Ihr Einzugsgebiet umfasst 27.300 km².
Die Rossocha durchfließt ein seenreiches, sumpfiges und sehr dünn besiedeltes Gebiet ohne jegliche Infrastruktur, zunächst im Ulus Srednekolymsk, dann bis zur Mündung im Ulus Nischnekolymsk. Unmittelbar am Fluss und in seiner Nähe gibt es keine Ortschaften; an einem rechten Zufluss des Ilin-Jurjach liegt das Dorf Aleko-Kjujol.